# Иодид таллия(I)
Иоди́д та́ллия(I) — бинарное неорганическое соединение, соль металла таллия в степени окисления +1 и иодистоводородной кислоты, химическая формула TlI, жёлтые кристаллы, плохо растворимые в воде.

## Получение
Непосредственным взаимодействие элементов при нагревании:
{\displaystyle {\mathsf {2Tl+I_{2}\ {\xrightarrow {T}}\ 2TlI}}.}
Действием иодистоводородной кислоты на оксид, гидроксид или карбонат таллия(I):
{\displaystyle {\mathsf {Tl_{2}O+2HI\ {\xrightarrow {}}\ 2TlI\downarrow +H_{2}O}},}
{\displaystyle {\mathsf {TlOH+HI\ {\xrightarrow {}}\ TlI\downarrow +H_{2}O}},}
{\displaystyle {\mathsf {Tl_{2}CO_{3}+2HI\ {\xrightarrow {}}\ 2TlI\downarrow +CO_{2}\uparrow +H_{2}O}}.}
Обменными реакциями любой растворимой соли таллия (ионов Tl+) с любым растворимым иодидом, например:
{\displaystyle {\mathsf {TlNO_{3}+NaI\ {\xrightarrow {}}\ TlI\downarrow +NaNO_{3}}}.}

## Физические свойства
Иодид таллия(I) образует жёлтые кристаллы ромбической сингонии, пространственная группа C mcm , параметры ячейки a = 0,524 нм, b = 1,292 нм, c = 0,457 нм, Z = 4.
При 175°С переходит в красные кристаллы с кубической сингонией, пространственная группа P m3m , типа иодида цезия, параметры ячейки a = 0,4206 нм, Z = 1. При этом переходе электропроводность кристаллов падает на 2 порядка. После охлаждения до комнатной температуры эта кристаллическая структура сохраняется некоторое время.
Практически нерастворим в воде, плохо растворим в этаноле.

## Химические свойства
Фотохимическая реакция, под действием света обратимо разлагается:
{\displaystyle {\mathsf {2TlI\ {\stackrel {\xrightarrow {h\nu }}{\xleftarrow[{\ \ \ }]{}}}\ 2TlI_{1-x}+xI_{2}}}.}
Разлагается концентрированной серной кислотой с образованием кислого сульфата таллия(I):
{\displaystyle {\mathsf {2TlI+3H_{2}SO_{4}\ {\xrightarrow {}}\ 2TlHSO_{4}+I_{2}+SO_{2}\uparrow +2H_{2}O}}.}
Восстанавливается при нагревании водородом:
{\displaystyle {\mathsf {2TlI+H_{2}\ {\xrightarrow {T}}\ 2Tl+2HI}}.}

## Основные сферы применения
- Небольшое количество иодида таллия(I) вводится в колбы ртутных газорязрядных осветительных ламп для изменения спектра излучения, в спектре такой лампы преобладает сине-зеленое излучение. Такие лампы применяются для освещения подводных сцен, так как вода слабо поглощает свет в этой части спектра[3].
- Сверхчистый иодид таллия(I) добавляется в ничтожных количествах в выращиваемые монокристаллы иодида натрия и иодида цезия при изготовлении сцинтилляционных детекторов ионизирующих излучений в качестве сцинтиллирующей примеси (активатора).

## Токсичность
Как и большинство соединений таллия, иодид таллия(I) весьма токсичен. ЛД50 на крысах 15 мг/кг.